# Sophia Schneider
Sophia Schneider, född 12 september 1997 i Traunstein är en tysk idrottare som tävlar i skidskytte.
Schneider började 2009 med skidskytte och deltar sedan 2020 i världscupen. Inklusive säsongen 2023/24 deltog hon i 53 världscuplopp. Hon vann vid VM 2023 en silvermedalj med laget (4 x 6 km) och 2024 i samma gren en bronsmedalj.